# Premier Limited Overs Tournament
Das Premier Limited Overs Tournament ist ein One-Day-Cricket Wettbewerb mit List A Status, der von sri-lankischen First-Class Mannschaften ausgetragen wird. Er wird seit seiner Einführung in der Saison 1988/89 unter unterschiedlichen Bezeichnungen durchgeführt.

## Bezeichnungen des Wettbewerbes
- Premier Limited Overs Tournament (seit 1998/99)
- Hatna Trophy (1990/91–1997/98)
- Brown’s Trophy (1988/89–1989/90)

## Sieger
| - 2018/19 abgesagt - 2017/18 Singhalese Sports Club - 2016/17 abgesagt - 2015/16 Nondescripts CC - 2014/15 Colts CC - 2013/14 Sinhalese SC - 2012/13 Ragama CC - 2011/12 Nondescripts CC - 2010/11 Colts CC und Sinhalese SC - 2009/10 Tamil Union C&AC - 2008/09 Bloomfield C&AC | - 2007/08 Sinhalese SC - 2006/07 Nondescripts CC - 2005/06 Bloomfield C&AC - 2004/05 abgesagt - 2003/04 Bloomfield C&AC - 2002/03 Bloomfield C&AC - 2001/02 Nondescripts CC - 2000/01 Sinhalese SC - 1999/2000 Tamil Union C&AC - 1998/99 Colts CC | - 1997/98 Nondescripts CC - 1996/97 Bloomfield C&AC - 1995/96 Nondescripts CC - 1994/95 keine Austragung - 1993/94 Bloomfield C&AC - 1992/93 keine Austragung - 1991/92 Nomads SC - 1990/91 Sinhalese SC - 1989/90 Sinhalese SC - 1988/89 Sinhalese SC |

## Siege nach Team
- Nondescripts CC 6
- Sinhalese SC 6 plus 1 geteilt
- Bloomfield C&AC 5
- Colts CC 2 plus 1 geteilt
- Tamil Union C&AC 2
- Ragama CC 1
- Nomads SC 1